# Panamerikanische Spiele 1951/Leichtathletik
Bei den Panamerikanischen Spielen 1951 in Buenos Aires (Argentinien) wurden in der Leichtathletik 33 Wettbewerbe ausgetragen, davon 24 für Männer und neun für Frauen.

## Männer

### 100-Meter-Lauf
| Platz | Athlet           | Land | Zeit (s) |
| ----- | ---------------- | ---- | -------- |
| 1     | Rafael Fortún    | CUB  | 10,6     |
| 2     | Art Bragg        | USA  | 10,6     |
| 3     | Herb McKenley    | JAM  | 11,0     |
| 4     | Hélio da Silva   | BRA  | 11,0     |
| 5     | Fernando Salinas | CHI  | 11,1     |
| 6     | Gerardo Salazar  | PER  | 11,1     |

### 200-Meter-Lauf
| Platz | Athlet            | Land | Zeit (s) |
| ----- | ----------------- | ---- | -------- |
| 1     | Rafael Fortún     | CUB  | 21,3     |
| 2     | Art Bragg         | USA  | 21,4     |
| 3     | Herb McKenley     | JAM  | 21,5     |
| 4     | Gerardo Bönnhoff  | ARG  | 21,9     |
| 5     | Raúl Mazorra      | CUB  |          |
| 6     | Fernando Lapuente | ARG  |          |

### 400-Meter-Lauf
| Platz | Athlet         | Land | Zeit (s) |
| ----- | -------------- | ---- | -------- |
| 1     | Mal Whitfield  | USA  | 47,8     |
| 2     | Hugo Maiocco   | USA  | 48,0     |
| 3     | Herb McKenley  | JAM  | 48,2     |
| 4     | John Voight    | USA  | 48,3     |
| 5     | Angel García   | CUB  | 48,4     |
| 6     | Gustavo Ehlers | CHI  | 49,4     |

### 800-Meter-Lauf
| Platz | Athlet           | Land | Zeit (min) |
| ----- | ---------------- | ---- | ---------- |
| 1     | Mal Whitfield    | USA  | 1:53,2     |
| 2     | Bill Brown       | USA  | 1:53,3     |
| 3     | Hugo Maiocco     | USA  | 1:53,6     |
| 4     | Julio Ferreyra   | ARG  | 1:53,6     |
| 5     | Argemiro Roque   | BRA  | 1:54,6     |
| 6     | Eduardo Balducci | ARG  | 1:54,7     |
| 7     | Evelio Planas    | CUB  | 1:55,6     |
| 8     | Adolfo Agustín   | ARG  | 1:56,0     |

### 1500-Meter-Lauf
| Platz | Athlet         | Land | Zeit (min) |
| ----- | -------------- | ---- | ---------- |
| 1     | Browning Ross  | USA  | 4:00,4     |
| 2     | Guillermo Solá | CHI  | 4:00,5     |
| 3     | John Twomey    | USA  | 4:02,0     |
| 4     | Curtis Stone   | USA  | 4:03,7     |
| 5     | Oscar Gauharou | ARG  | 4:04,2     |
| 6     | Luís Rodrigues | BRA  | 4:05,5     |

### 5000-Meter-Lauf
| Platz | Athlet         | Land | Zeit (min) |
| ----- | -------------- | ---- | ---------- |
| 1     | Ricardo Bralo  | ARG  | 14:57,2    |
| 2     | John Twomey    | USA  | 14:57,5    |
| 3     | Gustavo Rojas  | CHI  | 15:06,4    |
| 4     | Browning Ross  | USA  | 15:11,5    |
| 5     | Raúl Inostroza | CHI  |            |
| 6     | Gilberto Miori | ARG  |            |

### 10.000-Meter-Lauf
| Platz | Athlet              | Land | Zeit (min) |
| ----- | ------------------- | ---- | ---------- |
| 1     | Curtis Stone        | USA  | 31:08,6    |
| 2     | Ricardo Bralo       | ARG  | 31:09,4    |
| 3     | Ezequiel Bustamente | ARG  | 32:31,8    |
| 4     | Jesse Van Zant      | USA  | 33:10,3    |
| 5     | Doroteo Flores      | GUA  | 33:14,0    |
| 6     | José Soares         | BRA  | 33:43,5    |

### Marathon
| Platz | Athlet            | Land | Zeit (h) |
| ----- | ----------------- | ---- | -------- |
| 1     | Delfo Cabrera     | ARG  | 2:35:01  |
| 2     | Reinaldo Gorno    | ARG  | 2:45:00  |
| 3     | Luis Velásquez    | GUA  | 2:46:03  |
| 4     | Luis Lagoa        | ARG  | 2:51:11  |
| 5     | Enrique Inostroza | CHI  | 2:53:01  |
| 6     | David Penden      | CHI  | 2:53:58  |
| 7     | Gustavo Ramírez   | COL  | 3:02:11  |
| 8     | Carlos Yoc        | GUA  | 3:05:06  |

6. März

### 10.000 m Gehen
| Platz | Athlet        | Land | Zeit (min) |
| ----- | ------------- | ---- | ---------- |
| 1     | Henry Laskau  | USA  | 50:26,8    |
| 2     | Luis Turza    | ARG  | 52:27,5    |
| 3     | Martín Casas  | ARG  | 52:59,6    |
| 4     | Aldo Ramírez  | ARG  | 53:37,2    |
| 5     | James Jackson | USA  | 57:31,0    |

### 50 km Gehen
| Platz | Athlet           | Land | Zeit (h) |
| ----- | ---------------- | ---- | -------- |
| 1     | Sixto Ibañez     | ARG  | 5:06:07  |
| 2     | James Jackson    | USA  | 5:21:13  |
| 3     | Armando González | ARG  | 5:27:01  |
| 4     | Carmelo Caputto  | ARG  | 5:28:40  |

### 110-Meter-Hürdenlauf
| Platz | Athlet              | Land | Zeit (s) |
| ----- | ------------------- | ---- | -------- |
| 1     | Dick Attlesey       | USA  | 14,0     |
| 2     | Estanislao Kocourek | ARG  | 14,2     |
| 3     | Samuel Anderson     | CUB  | 14,2     |
| 4     | Don Halderman       | USA  | 14,3     |
| 5     | Wilson Carneiro     | BRA  | 14,7     |
| 6     | Vicente Tavárez     | MEX  |          |

### 400-Meter-Hürdenlauf
| Platz | Athlet                 | Land | Zeit (s) |
| ----- | ---------------------- | ---- | -------- |
| 1     | Jaime Aparicio         | COL  | 53,4     |
| 2     | Wilson Carneiro        | BRA  | 53,7     |
| 3     | Don Halderman          | USA  | 54,5     |
| 4     | Reinaldo Martín Müller | CHI  | 55,2     |
| 5     | Eduardo Laca           | PER  |          |
| 6     | Samuel Anderson        | CUB  |          |

### 3000-Meter-Hindernislauf
| Platz | Athlet          | Land | Zeit (min) |
| ----- | --------------- | ---- | ---------- |
| 1     | Curtis Stone    | USA  | 09:32,0    |
| 2     | Browning Ross   | USA  | 09:32,0    |
| 3     | Pedro Caffa     | ARG  | 09:44,6    |
| 4     | Esteban Fekete  | ARG  | 09:51,3    |
| 5     | Guillermo Solá  | CHI  | 10:10,3    |
| 6     | Efraín Recinos  | GUA  | 10:38,7    |
| 7     | Guillermo Rojas | GUA  |            |

### 4-mal-100-Meter-Staffel
| Platz | Land               | Athleten                                                         | Zeit (s) |
| ----- | ------------------ | ---------------------------------------------------------------- | -------- |
| 1     | Vereinigte Staaten | Donald Campbell Art Bragg Dick Attlesey John Voight              | 41,0     |
| 2     | Kuba               | Raúl Mazorra Angel García Jesús Farrés Rafael Fortún             | 41,2     |
| 3     | Argentinien        | Gerardo Bönnhoff Adelio Márquez Fernando Lapuente Mariano Acosta | 41,8     |
| 4     | Chile              |                                                                  | 42,3     |
| 5     | Kolumbien          |                                                                  | 42,8     |
| 6     | Peru               |                                                                  |          |

### 4-mal-400-Meter-Staffel
| Platz | Land               | Athleten                                                        | Zeit (min) |
| ----- | ------------------ | --------------------------------------------------------------- | ---------- |
| 1     | Vereinigte Staaten | Bill Brown Mal Whitfield John Voight Hugo Maiocco               | 3:09,9     |
| 2     | Chile              | Jaime Itlmann Reinaldo Martín Müller Gustavo Ehlers Jörn Gevert | 3:17,7     |
| 3     | Argentinien        | Guido Veronese Máximo Guerra Julio Ferreyra Eduardo Balducci    | 3:18,4     |
| 4     | Kuba               |                                                                 | 3:20,0     |
| 5     | Mexiko             |                                                                 |            |
| 6     | Paraguay           |                                                                 |            |

### Hochsprung
| Platz | Athlet                   | Land | Höhe (m) |
| ----- | ------------------------ | ---- | -------- |
| 1     | Virgil Severns           | USA  | 1,95     |
| 2     | Cal Clark                | USA  | 1,90     |
| 3     | Adilton de Almeida Luz   | BRA  | 1,90     |
| 4     | José Telles da Conceição | BRA  | 1,85     |
| 5     | Ernesto Lagos            | CHI  | 1,85     |
| 6     | Carlos Puebla            | CHI  | 1,80     |
| 7     | José Valero              | CUB  | 1,70     |
| 8     | Edgar Andrade            | ECU  | 1,70     |

### Stabhochsprung
| Platz | Athlet             | Land | Höhe (m) |
| ----- | ------------------ | ---- | -------- |
| 1     | Bob Richards       | USA  | 4,50     |
| 2     | Jaime Piqueras     | PER  | 3,90     |
| 3     | Sinibaldo Gerbasi  | BRA  | 3,90     |
| 4     | Raimundo Rodrigues | BRA  | 3,70     |
| 5     | Jorge Aguilera     | MEX  | 3,70     |
| 6     | Hernán Ortíz       | PAR  | 3,50     |
| 7     | Luis Barja         | ARG  | 3,50     |
| 8     | Luis Ganoza        | PER  | 3,50     |

### Weitsprung
| Platz | Athlet           | Land | Weite (m) |
| ----- | ---------------- | ---- | --------- |
| 1     | Gay Bryan        | USA  | 7,14      |
| 2     | Albino Geist     | ARG  | 7,09      |
| 3     | Jim Holland      | USA  | 6,95      |
| 4     | Adhemar da Silva | BRA  | 6,93      |
| 4     | Carlos Vera      | CHI  | 6,93      |
| 6     | Bruno Witthaus   | ARG  | 6,90      |
| 7     | Alberto Eggeling | CHI  | 6,87      |
| 8     | Álvaro Parra     | COL  | 6,36      |

### Dreisprung
| Platz | Athlet           | Land | Weite (m) |
| ----- | ---------------- | ---- | --------- |
| 1     | Adhemar da Silva | BRA  | 15,19     |
| 2     | Hélio da Silva   | BRA  | 15,17     |
| 3     | Bruno Witthaus   | ARG  | 14,34     |
| 4     | Gay Bryan        | USA  | 14,21     |
| 5     | Jorge Aguirre    | MEX  | 13,92     |
| 6     | Edgar Andrade    | ECU  | 13,83     |
| 7     | Juan Guerrero    | ARG  | 13,75     |
| 8     | Udo Martín       | CHI  | 13,68     |

### Kugelstoßen
| Platz | Athlet              | Land | Weite (m) |
| ----- | ------------------- | ---- | --------- |
| 1     | Jim Fuchs           | USA  | 17,25     |
| 2     | Juan Kahnert        | ARG  | 14,27     |
| 3     | Nadim Marreis       | BRA  | 14,07     |
| 4     | Julián Llorente     | ARG  | 13,55     |
| 5     | Gerardo de Villiers | CUB  | 13,50     |
| 6     | Fernando Ferrero    | ARG  | 12,73     |
| 7     | Mauricio Rodríguez  | VEN  | 11,97     |

### Diskuswurf
| Platz | Athlet             | Land | Weite (m) |
| ----- | ------------------ | ---- | --------- |
| 1     | Jim Fuchs          | USA  | 48,91     |
| 2     | Dick Doyle         | USA  | 47,28     |
| 3     | Elbio Porta        | ARG  | 44,93     |
| 4     | Hernán Haddad      | CHI  | 44,20     |
| 5     | Emilio Malchiodi   | ARG  | 44,16     |
| 6     | Nadim Marreis      | BRA  | 43,92     |
| 7     | Karsten Brodersen  | CHI  | 42,20     |
| 8     | Mauricio Rodríguez | VEN  | 40,85     |

### Hammerwurf
| Platz | Athlet           | Land | Weite (m) |
| ----- | ---------------- | ---- | --------- |
| 1     | Emilio Ortiz     | ARG  | 48,04     |
| 2     | Manuel Etchepare | ARG  | 46,12     |
| 3     | Arturo Melcher   | CHI  | 45,70     |
| 4     | Juan Fusé        | ARG  | 45,35     |
| 5     | Gil Borjeson     | USA  | 43,78     |
| 6     | Vicente Lagoyete | COL  | 38,73     |

### Speerwurf
| Platz | Athlet         | Land | Weite (m) |
| ----- | -------------- | ---- | --------- |
| 1     | Ricardo Héber  | ARG  | 68,08     |
| 2     | Steve Seymour  | USA  | 67,08     |
| 3     | Horst Walter   | ARG  | 66,33     |
| 4     | Gerardo Mielke | ARG  | 64,94     |
| 5     | Hernán Ortíz   | PAR  | 46,89     |

### Zehnkampf
| Platz | Athlet          | Land | Punkte |
| ----- | --------------- | ---- | ------ |
| 1     | Hernán Figueroa | CHI  | 6610   |
| 2     | Hernán Alzamora | PER  | 6063   |
| 3     | Enrique Salazar | GUA  | 4380   |

## Frauen

### 100-Meter-Lauf
| Platz | Athletin        | Land | Zeit (s) |
| ----- | --------------- | ---- | -------- |
| 1     | Julia Sánchez   | PER  | 12,2     |
| 2     | Jean Patton     | USA  | 12,3     |
| 3     | Lilián Heinz    | ARG  | 12,7     |
| 4     | Janet Moreau    | USA  | 12,7     |
| 5     | Adriana Millard | CHI  | 12,8     |
| 6     | Evelyn Lawler   | USA  | 12,9     |
| 6     | Olga Bianchi    | ARG  | 12,9     |

### 200-Meter-Lauf
| Platz | Athletin           | Land | Zeit (s) |
| ----- | ------------------ | ---- | -------- |
| 1     | Jean Patton        | USA  | 25,3     |
| 2     | Nell Jackson       | USA  | 25,7     |
| 3     | Adriana Millard    | CHI  | 26,1     |
| 4     | Beatriz Kretschmer | CHI  | 26,7     |
| 5     | Cecilia Navarrete  | COL  | 26,9     |
| 6     | Dolores Dwyer      | USA  | 27,7     |

### 80-Meter-Hürdenlauf
| Platz | Athletin         | Land | Zeit (s) |
| ----- | ---------------- | ---- | -------- |
| 1     | Eliana Gaete     | CHI  | 11,9     |
| 2     | Marion Huber     | CHI  | 12,0     |
| 3     | Nancy Phillips   | USA  | 12,1     |
| 4     | Wanda dos Santos | BRA  | 12,2     |
| 5     | Elisa Kaczmarek  | ARG  | 12,4     |

### 4-mal-100-Meter-Staffel
| Platz | Land               | Athletinnen                                                     | Zeit (s) |
| ----- | ------------------ | --------------------------------------------------------------- | -------- |
| 1     | Vereinigte Staaten | Nell Jackson Jean Patton Dolores Dwyer Janet Moreau             | 48,7     |
| 2     | Chile              | Adriana Millard Hildegard Kreft Beatriz Kretschmer Eliana Gaete | 49,3     |
| 3     | Argentinien        | Olga Bianchi Teresa Carvajal Lilián Heinz Ana María Fontán      | 49,8     |
| 4     | Brasilien          |                                                                 | 50,5     |
| 5     | Ecuador            |                                                                 | 53,3     |

### Hochsprung
| Platz | Athletin          | Land | Höhe (m) |
| ----- | ----------------- | ---- | -------- |
| 1     | Jacinta Sandiford | ECU  | 1,45     |
| 2     | Lucy López        | CHI  | 1,45     |
| 3     | Elizabeth Müller  | BRA  | 1,45     |
| 4     | Julia Alfisi      | ARG  | 1,45     |
| 5     | Gladys Erbetta    | ARG  | 1,45     |
| 6     | Evelyn Lawler     | USA  | 1,45     |
| 7     | Lucia García      | ARG  | 1,40     |
| 8     | Nancy Phillips    | USA  | 1,35     |

### Weitsprung
| Platz | Athletin           | Land | Weite (m) |
| ----- | ------------------ | ---- | --------- |
| 1     | Beatriz Kretschmer | CHI  | 5,42      |
| 2     | Lisa Peter         | CHI  | 5,20      |
| 3     | Wanda dos Santos   | BRA  | 5,18      |
| 4     | Olga Bianchi       | ARG  | 5,12      |
| 5     | Lilián Buglia      | ARG  | 5,08      |
| 6     | Nancy Phillips     | USA  | 5,03      |
| 7     | Elena Hoss         | ARG  | 4,99      |
| 8     | Evelyn Lawler      | USA  | 4,93      |

### Kugelstoßen
| Platz | Athletin          | Land | Weite (m) |
| ----- | ----------------- | ---- | --------- |
| 1     | Ingeborg Mello    | ARG  | 12,45     |
| 2     | Vera Trezoitko    | BRA  | 11,59     |
| 3     | Ingeborg Pfüller  | ARG  | 11,58     |
| 4     | Frances Kaszubski | USA  | 11,34     |
| 5     | Amelia Bert       | USA  | 10,83     |
| 6     | Julia Huapaya     | PER  | 10,39     |
| 7     | Ursula Holle      | CHI  | 10,08     |
| 8     | Haydée Valet      | ARG  | 10,06     |

### Diskuswurf
| Platz | Athletin              | Land | Weite (m) |
| ----- | --------------------- | ---- | --------- |
| 1     | Ingeborg Mello        | ARG  | 38,55     |
| 2     | Ingeborg Pfüller      | ARG  | 37,19     |
| 3     | Frances Kaszubski     | USA  | 35,84     |
| 4     | Daisy Hoffmann        | CHI  | 35,49     |
| 5     | Zulema Bonaparte      | ARG  | 33,52     |
| 6     | Leni de Freese        | CHI  | 33,40     |
| 7     | Concepción Villanueva | MEX  | 33,10     |
| 8     | Vera Trezoitko        | BRA  | 32,27     |

### Speerwurf
| Platz | Athletin               | Land | Weite (m) |
| ----- | ---------------------- | ---- | --------- |
| 1     | Hortensia López García | MEX  | 39,45     |
| 2     | Amelia Bert            | USA  | 38,08     |
| 3     | Berta Chiú             | MEX  | 37,97     |
| 4     | Judith Caballero       | PAN  | 37,78     |
| 5     | Ursula Holle           | CHI  | 35,26     |
| 6     | Anneliese Schmidt      | BRA  | 33,30     |
| 7     | Vera Trezoitko         | BRA  | 29,57     |